# Sodomie

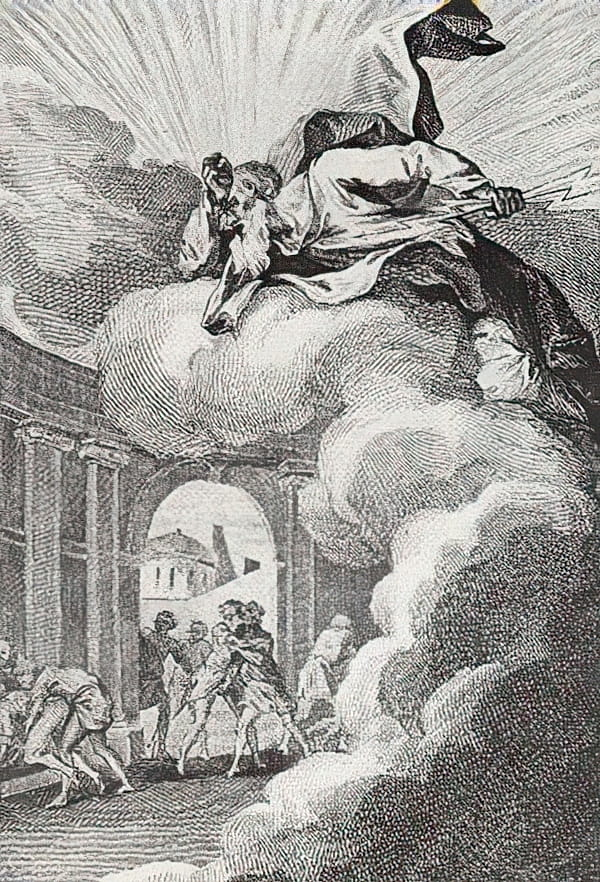
Desfrâul din Sodoma provoacă furia divinității (Gravură de Français Elluin)

Sodomia este un act sexual non–coital oral sau anal cu un membru al aceluiași sex sau cu un membru al sexului opus. De asemenea, termenul mai înseamnă și copulația cu un animal (bestialitate sau zoofilie). Termenul de sodomie nu e sinonim cu orientare homosexuală, ci se referă la o practică sexuală anală și orală.

## Terminologie
Termenul provine din latina liturgică: peccatum Sodomiticum, sau „păcatul lui Sodom” și este derivat din cuvântul grecesc Σόδομα [Sódoma]. Cartea Genezei (cap. 18-20) istorisește cum Dumnezeu a vrut să distrugă cetățile păcătoase, Sodoma și Gomora. Doi îngeri („mesageri”) sunt invitați de Lot să se adăpostească la el în familie peste noapte. Bărbații Sodomei (locuitori ai Sodomei) au înconjurat casa lui Lot și i-au cerut să-i scoată afară pe mesageri, ca să „îi cunoască”. Lot se împotrivește spunând că mesagerii sunt oaspeții săi și le oferă în schimb fetele sale virgine, dar Sodomiții îl amenință pe Lot că vor face „mai rău” cu el decât cu invitații lui; „atunci îngerii îi orbesc pe Sodomiți astfel încât aceștia să obosească până găsesc ușa.” (Geneza 19:4-11)
În mod curent, termenul este folosit mai ales în drept. Legislația care interzicea sodomia erau frecvent întâlnită în trecut, în civilizațiile iudaice, creștine și musulmane, dar actualmente nu mai este văzut în afara Africii, statele islamice și Statele Unite. În diversele coduri penale ale Statelor Unite, termenul sodomie a fost în general înlocuit cu terminologia relații sexuale deviante, care este descrisă ca o formă de contact penetrativ sau cunilingus între persoane necăsătorite. Aceste legi au fost contestate și declarate neconstituționale (abrogate) sau înlocuite cu legislație diferită. În alte părți, folosirea termenului legal sodomie este restrânsă la cazurile de viol unde penetrarea a avut loc.
Multe cuvinte înrudite în alte limbi, precum în franceză sodomie (verb sodomiser), spaniolă sodomía (verb sodomizar) sau portugheză sodomia (verb sodomizar), sunt folosite exclusiv pentru a desemna sex anal penetrativ, cel puțin de la începutul secolului al XIX-lea. În aceste limbi, termenul este vernacular (în alte culturi are sens strict legal); cuvântul sex este de obicei asociat cu consimțământ și plăcere în ceea ce privește parteneri implicați și adesea se evită direct menționarea a două aspecte ale tabuului social - sexualitatea umană și anusul - fără a se feri sau a-i da o conotație arhaică folosirii lui.
În limba germană modernă, cuvântul Sodomie nu mai are conotația de sex anal sau oral (vezi Paragraful 175), ci se referă doar la bestialitate. La fel se întâmplă și în limba polonă, sodomia. Cuvântul norvegian sodomi păstrează ambele sensuri.
În limbile arabă și farsi, cuvântul pentru a desemna sodomia, لواط (pronunție arabă: liwāṭ; pronunție persană: lavât), este derivat din aceeași sursă ca în cultura occidentală, cu aproape aceleași conotații ca în engleză (referindu-se la practicile interzise de Coran). Legătura directă este cu Lot (لوط Lūṭ în arabă), iar o interpretare ad litteram este „practica lui Lot”, dar mai exact înseamnă „practica poporului lui Lot” (sodomiții) decât a lui Lot însuși.
Cuvântul sodomit (subst. sau v.) este folosit drept insultă, este derivat de la sodomie. Insulta este proferată în general împotriva oricui este displăcut de subiect, fără aluzii la purtarea sa sexuală. Sod, în limba engleză, este un termen din jargonul Marii Britanii și a fostelor sale colonii. 
În timp ce religia și legislația au avut un rol fundamental în a defini și a pedepsi sodomia, textele sodomice prezintă variații considerabile de ambiguitate și interpretare. Sodomia este în același timp, și un fenomen real și unul imaginat. În cursul secolului al XVIII-lea sodomia s-a identificat cu efeminitatea sau în opoziție cu o conduită virilă. În privința acesta, Ian McCormick susține că 'o interpretare și imaginativă implică o serie de intervenții intertextuale în care istoria devine o poveste falsuri și reconstrucții în dezbatere aprinsă cu, și în jurul, heterosexualității „dominante”... Deconstrucția a ceea ce credem că vedem poate implica reconstrucția noastră în moduri surprinzătoare și neașteptate.'

## Istoric

### Biblia Iudeo-Creștină
În Biblia iudaică, Sodoma era un oraș distrus de Dumnezeu din cauza desfrâului și fărădelegilor locuitorilor săi. Nu este dat niciun păcat specific pentru mânia lui Dumnezeu. Povestea distrugerii Sodomei — și încercarea lui Avraam nereușită de a interveni și de a preveni distrugerea - este relatată în Geneza cap. 18-19.
Legătura dintre Sodoma și homosexualitate este derivată din încercarea înfățișată a unei mulțimi, din populația orașului, să violeze oaspeții lui Lot. Unii sugerează acest păcat, dar versetele originale din Biblie, s-ar putea să se fi referit în principal la încălcarea obligațiilor de ospitalitate. Acest punct de vedere nu ia în considerare faptul că înainte ca „musafirii” să fi ajuns în oraș, orice alte „fărădelegi” s-au întâmplat, înainte ca distrugerea să fie plănuită. (În Judecători cap. 19-21, este o relatare similară, în care cetatea Ghibeea, din tribul lui Beniamin, este distrusă de alte triburi ale Israelului ca răzbunare pentru violul și uciderea unei femei, de către o mulțime din acea cetate.)
De multe ori în Pentateuh sau în cărțile profeților, autorii folosesc distrugerea Sodomei de Dumnezeu pentru a-I demonstra puterea. Aceasta se întâmplă în Deuteronom 29, Isaia 1, 3 și 13, Ieremia 49 și 50, Plângeri 4, Amos 4:11 și Țefania 2:9. Deuteronom 32, Ieremia 23:14 și Plângeri 4 se referă la fărădelegea Sodomei dar nu menționează niciun păcat în particular. Păcate specifice de care este legată Sodoma sunt adulterul și minciuna (Ieremia 23:14), impenitența (Matei 11:23), trăitul fară griji (Luca 17:28), curvia (Iuda 1:7), și global un stil de viață „spurcat” (2 Petru 2:7), unde cuvântul ασελγειαις [gr. aselgeiais] este interpretat în alte locuri ca depravarea (Marcu 7:22, 2 Corinteni 12:21, Efeseni 4:19, 1 Petru 4:3, Iuda 1:4), sau desfrânarea (Romani 13:13, 2 Petru 2:18).
În Ezechiel 16, a comparație lungă este făcută între Sodoma și Regatul Israel. „Tu nu numai că ai umblat pe căile lor și ai săvârșit urâciunile lor, ci, ca și cum atât ar fi fost prea puțin, te-ai stricat mai mult decât ele în toate umbletele tale.”(Ezechiel 16:47) 

### PerioadaImperiului Roman

#### Noul Testament
Noul Testament, ca și Vechiul Testament, se raportează la Sodoma drept un loc al mâniei lui Dumnezeu asupra păcatului, dar Epistola lui Iuda prevede un anumit tip de păcat ca și cauza distrugerii sale, sensul căruia este disputat.
„Vreau să vă aduc aminte, deși voi știți toate acestea o dată pentru totdeauna, că Domnul Și-a salvat poporul din țara Egiptului, dar la urmă i-a nimicit pe cei ce n-au crezut.
Iar pe îngerii care nu și-au păstrat poziția, ci și-au părăsit propria locuință, pe aceștia El i-a păstrat în lanțuri veșnice, în beznă, pentru ziua cea mare a judecății.
Tot astfel, cei din Sodoma și Gomora și cei din cetățile dimprejur, care s-au dedat la perversități în același fel ca aceștia și s-au dus după trupul altora, sunt arătați acum ca exemplu, suferind pedeapsa unui foc veșnic.” (Iuda 1:5-7 )
Cuvântul grecesc în Noul Testament de la care fraza este tradusă „care s-au dedat la perversități”, este εκπορνεύω [gr. ekporneuō] ("ek" + "porneuō"). Cum unul dintre cuvinte nu mai este folosit în altă parte în Noul Testament, dar apare în Septuagintă și denotă prostituție (Geneza 38:24 și Exod 34:15). Unele traduceri moderne redă termenul ca „imoralitate sexuală.”
Cuvintele grecești pentru „trupul altora” sunt χετερος [gr. „heteros”], care aproape întotdeauna semnifică „altul/celălalt”, și σαρξ [gr. „sarx”], un cuvânt cu sensul propriu de „carne” dar folosit în mod obișnuit pentru a denota trupul fizic sau natura unui om sau o altă ființă. 

#### Epistola lui Iuda
Epistola lui Iuda din Noul Testament imită retorica din Geneza și este posibil că adaugă aspectele sexualității imorale ale păcatelor Sodomei: ...la fel ca Sodoma și Gomora și cetățile din jur, care, de asemenea, se complăceau în imoralitate sexuală și urmăreau dorințe nenaturale, servesc ca un exemplu prin trecerea printr-o pedeapsă a unui foc veșnic. Fraza redă „imoralitate sexuală și dorință nenaturală” care este tradusă prin „carne străină” sau „carne falsă”, dar nu este în totalitate clar la ce se referă.
O teorie este aceea că este doar o trimitere la „carnea străină” a victimelor intenționate (viitoare), care erau îngeri, nu bărbați.[16] În potriva acesteia este interpretarea generică, care notează că îngerii au fost trimiși să investigheze o problemă regională curentă (Geneza 18) a curviei, și prin extensie deci, aceea a naturii homosexuale, [17][18] „împotriva ordinii firii” [19]. Cuvântul „străin” este înțeles că poate semnifica „în afara legii morale”, [20]([Romani 7:3], Galateni 1:6) deși este incert că ori Lot ori bărbații Sodomei ar fi înțeles că străinii erau îngeri, la timpul respectiv. [21]

#### Philon din Alexandria
Filozoful elenistic evreu Philon din Alexandria (20 ACN - 50 PCN) descrie locuitorii Sodomei într-o relatare extra-biblică: „Ca bărbați, nefiind capabili să suporte discret o sațietate a acestor lucruri, se agită ca vitele, și devin tari la cerbice, și renunță la legile naturii, stăpâniți de o indulgență mare și de nestăpânit de lăcomie, și beție, și legături ilicite; pentru că nu se duc decât după alte femei, și profanează patul conjugal al altora, ci de asemenea acei care erau bărbați a poftit unul după celălalt, făcând lucruri neînchipuite, și nesocotind sau nerespectând natura lor comună, și totuși dornici de copii, au fost condamnați pentru că au avut doar un urmaș avorton; dar condamnarea nu producea niciun avantaj, din moment ce ei erau depășiți de o dorință violentă; și într-o anumită măsură, bărbații s-au obișnuit să fie tratați ca femeile, și în acest fel au procreat între ei boala femeilor, și răul intolerabil; pentru că nu numai, în ceea ce privește efeminitatea și pudoarea, au devenit ca femeile în persoana lor, dar și-au făcut de mare rușine și sufletele, corupând în acest fel întreaga rasă bărbătească, în ceea ce îi privea.”(133-35; ET Jonge 422-23).[22]

#### Iosephus Flavius
Istoricul evreu Iosephus Flavius a folosit termenul de sodomiți în descrierea sa a istoriei din Geneza: „De data aceasta sodomiții au început să fie mândrii, pe seama bogățiilor și avuției lor; au devenit nedrepți față de oameni, și profani față de Dumnezeu, în așa măsură încât nu s-au rugat să Îi mulțumească pentru privilegiile pe care le-au primit de la El: au urât  străinii, și s-au abuzat cu practici sodomite”.
„Acum, că Sodomiții au văzut bărbații tineri având înfățișări frumoase, și aceasta la un nivel extraordinar, și fiindcă s-au cazat la Lot, și-au propus să „se distreze” cu acești băieți frumoși prin forță și violență; și atunci când Lot i-a îndemnat la cumpătare, și să nu le ofere nimic indecent străinilor, dar având grijă de adăpostirea lor în casa lui; și le-a promis dacă nu își vor putea cumpăta pornirile, le va da fiicele sale să-și satisfacă poftele, în loc de acei străini; niciunora fiindu-le astfel rușine.” (Antiquities 1.11.1,3[23] — circa AD 96)
Aprecierea lui Iosephus depășește datele biblice, însă este văzut de conservatori ca definind ce fel de curvie a fost în Sodoma. (Iuda 1:7)

### Creștinismul înEvul Mediu

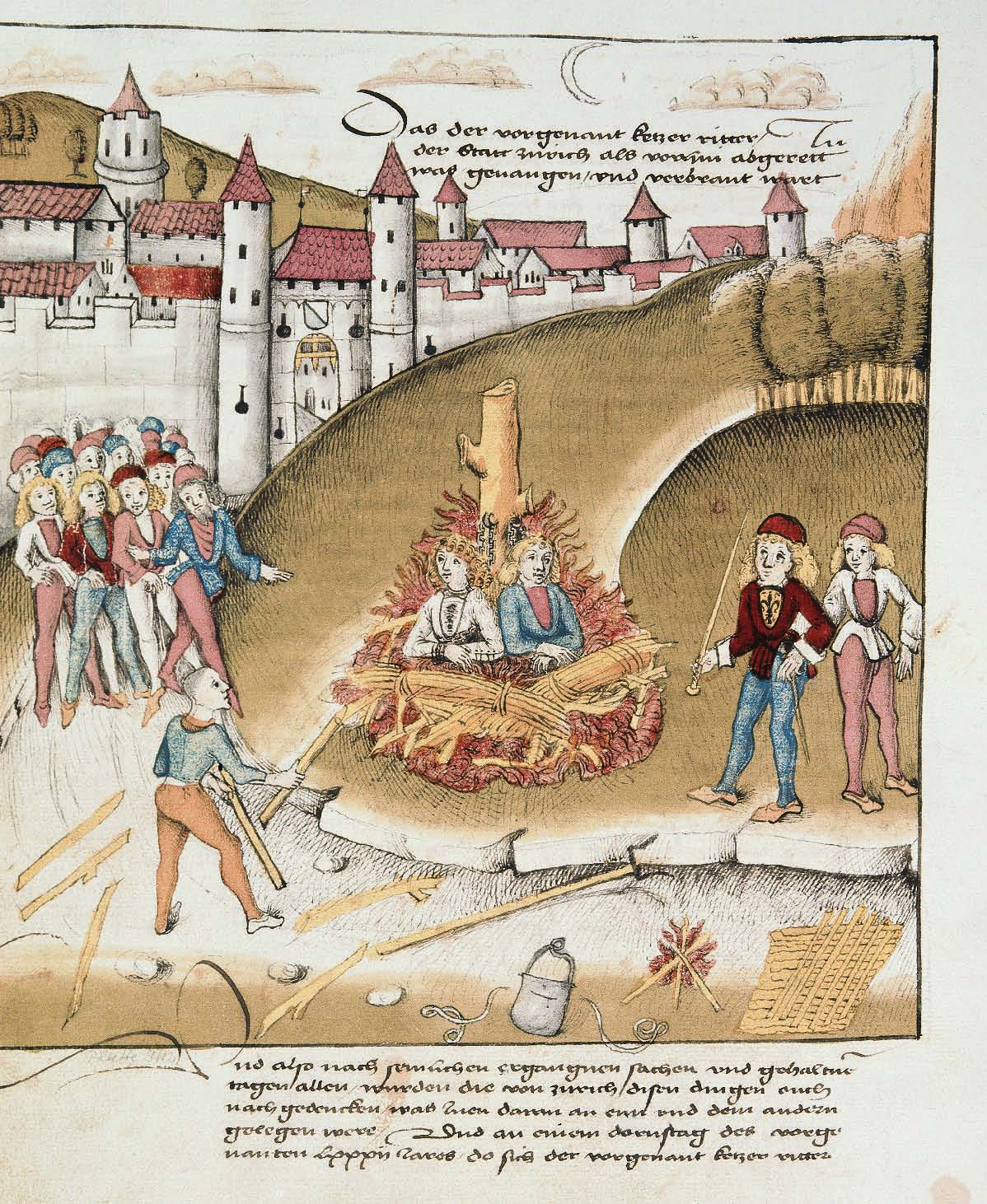
Arderea pe rug a Cavalerului de Hohenberg și a valetului său, bănuiți de sodomie (1482 Zürich)

Sensul principal sexual al cuvântului sodomie pentru creștini, nu a evoluat până după secolul al VI-lea d.Hr. Împăratul Roman Iustinian I (cel Mare), a amendat cu novelele sale nr. 77 (din anul 538) și nr. 141 (din anul 559) din Corpus Iuris Civilis specificând că păcatul sodomiei este activitatea între același sex și dorința pentru aceasta. El a făcut legătura și cu „foametea, cutremurele, și molima” care s-au abătut asupra orașelor din cauza „acestor nelegiuiri”, [24] în timpul unor recente cutremure și alte calamități (535-536). Este probabil că acesta a folosit legile anti-sodomie pentru a condamna adversari și oponenți politici, în cazul nu putea să le dovedească vinovăția de altceva.[citation needed]
Cu toate că a păstrat pedeapsa cu moartea prin decapitare pentru adulter sau sodomie, novelele lui Iustinian au marcat o transformare în paradigma dreptului roman [25] prin introducerea conceptului pedepsei nu doar seculare, ci și divine pentru aceste delicte. Indivizii au putut să scape sau să ignore legile laice, dar nu puteau face același lucru și cu cele divine, după ce Iustinian și-a declarat novelele divine.[citation needed]
Interpretarea lui Iustinian a mitului Sodomei ar fi putut să fi pierdută în istorie (împreună cu novelele sale) dacă nu erau invocate de falsele legi caputulare (făcute de regii Franței în Evul Mediu), fabricate de un călugăr franc sub pseudonimul Benedictus Levita („Benedidct levitul”) în jurul anului 850, ca parte a Decretelor false (decretele pseudo-isidoriene). Cele trei capitulare ale lui Benedict, în special cele care tratează interpretarea lui Iustinian a mitului Sodomei, sunt:
- XXI. De diversis malorum flagitiis. (Nr. 21: )
- CXLIII. De sceleribus nefandis ob quae regna percussa sunt, ut penitus caveantur. (Nr. 143:)
- CLX. De patratoribus diversorum malorum. (Nr. 160: )

În aceste capitulare false, Benedict a folosit interpretarea lui Iustinian ca justificare pentru supremația ecleziastică asupra instituțiilor laice, astfel cerând arderea pe rug pentru păcate carnale tocmai în numele lui Carol cel Mare. Arderea pe rug a fost pedeapsa standard pentru sodomie, prevalentă mai cu seamă în preistoria germanică (potrivit folclorului german „deviațiile sexuale”, la timpul respectiv, și mai ales dorința de același sex erau cauzate de un duh rău numit nīðing [nithing] ), și este posibil că Benedict însuși făcea parte din tribul germanic al francilor.
Benedict a lărgit înțelesul sodomiei pentru toate actele sexuale nelegate de procreare și care erau deci contra naturii (de exemplu, masturbarea solitară și sexul anal între persoane de sex opus erau incluse), deși printre acestea a accentuat toate actele interpersonale care nu aveau loc între un bărbat și o femeie. Raționamentul lui Benedict era că pedeapsa pentru aceste acte avea scopul de a proteja creștinismul de intervenția divină, precum dezastrele naturale din cauza păcatelor carnale, dar și de erezie, superstiții și păgânism. El argumenta că din acestă cauză toate instituțiile laice trebuie să fie supuse puterii ecleziastice, cu scopul de a preveni ca laxitatea religioasă și morală să stârnească mânia divină. [citation needed]
Pentru o perioadă de aproape două secole Falsele Decrete nu au avut succes din cauza împletirii puterii ecleziastice cu cea laică, dar și pentru că revendicările hotărâte pentru pedeapsa capitală erau de neauzit în istoria anterioară bazată pe conceptul creștin al milei și iertării.
Schimbarea s-a produs odată cu venirea Inchiziției în 1184. Sectele catarilor și valdezienilor erau o țintă comună, dar acești „eretici” nu erau persecutați numai pentru presupusul satanism dar și pentru că erau acuzați din ce în ce mai mult de curvie și sodomie. În 1307, printre acuzațiile cele mai mari din Judecata Cavalerilor Templieri se afla și sodomia. Unele dintre acuzații erau direct intentate împotriva Marelui Maestru al ordinului, Jaques de Molay.[34] Acest eveniment a dus la vânătorile de vrăjitoare (conotate cu sodomia) din Evul Mediu și perioada modernă timpurie.[35]
Persecuția catarilor și bogomililor din Bulgaria a dus la formarea unui termen înrudit cu sodomia: buggery [en.] derivat din francezul bouggerie, care înseamnă „din Bulgaria”.[36]
Asocierea sodomiei cu erezia, satanismul și vrăjitoria era încurajată în procesele Inchiziției. Infamarea sodomiei rezultată din acestea a motivat continuarea discriminării și persecuției homosexualilor pe termen lung după terminarea perioadei medievale.[citation needed]
„Cartea Înțelepciunii”, inclusă în canonul biblic de ortodocși și catolici, dar exclusă de mozaici, protestanți și alte confesiuni creștine, face referire la mitul Sodomei, subliniind mai mult faptul că păcatul lor a fost nepracticarea ospitalității:
13. Însă pedeapsa a venit peste cei păcătoși - și nu fără semnele prevestitoare ale puternicelor fulgere - și au pătimit cu dreptate pentru răutățile lor.
14. Căci s-au purtat cu ură crâncenă față de cei străini. Unii n-au voit să primească pe trecătorii necunoscuți, dar aceștia au adus în robie pe străinii care le făcuseră bine. (Cartea Înțelepciunii lui Solomon 19:13-14)

## Aspecte legale

### Legislația în Europa secolului al XIX-lea
Într-o examinare a proceselor de viol și sodomie, din timpul secolului al XVIII-lea, la Tribunalul Old Bailey din Londra, descoperim că atitudinea, în ceea ce privește pedepesele, era indulgentă cu violul dar aspră cu sodomia. Totuși, dificultatea dovedirii că penetrarea și ejacularea au avut loc rezulta frecvent în condamnarea bărbaților sub o acuzație inferioară, „viol cu intenție sodomică” (en. assault with sodomitical intent), care nu impunea pedeapsa capitală.[37]
În Franța, în secolul al XVIII-lea, sodomia era încă teoretic o infracțiune capitală, și au existat câteva cazuri în care inculpații au fost executați. Totuși, în multe dintre acestea, erau asociate altor infracțiuni. Arhivele Bastiliei și ale locotenentului de poliție d'Argenson, precum și ale altor surse, arată că mulți dintre cei care erau arestați erau exilați, trimiși într-un regiment, sau întemnițați în locuri (de obicei spitale) asociate cu crimele morale, ca și prostituția. Un număr dintre acestea erau implicați în prostituție ori au, toate aveau de altfel mai mult decât relații homosexuale. Ravisson (un scriior din secolul XIX care a editat arhivele Bastiliei) a sugerat că autoritățile preferau să se ocupe de aceste cazuri discret, ca nu cumva să facă publicitate „acestui viciu”, prin pedepsele publice.[citation needed]

### Legislația contemporană

#### România
Primele referiri cu privire la incriminarea din punct de vedere legal a relațiilor sexuale homosexuale apar în vremea domnitorului Vasile Lupu (1595-1661), legislația de atunci prevăzând pedeapsa cu moartea pentru astfel de practici sexuale. În Codul Penal promulgat de către domnitorul Alexandru Ioan Cuza în anul 1864, inspirat mai ales de legislația franceză în domeniu, care abolise deja incriminarea penală a homosexualității în anul 1791, nu existau diferențe între tratamentul relațiilor sexuale hetero sau homosexuale, în sensul că relațiile sexuale anale consensuale survenite între adulți responsabili de același sex, derulate în spațiul privat, nu mai puteau fi condamnate. Violul homosexual era echivalent din punct de vedere penal cu cel heterosexual, iar contactul sexual anal era incriminat doar în cazul în care producea scandal public. La sfârșitul secolului XIX, Codul Penal transilvănean, în vigoare începând cu anul 1878, pedepsea doar violul homosexual:
- Articolul 242: "Constituie crimă de acte impudice nefirești, care se pedepsește cu recluziunea până la cinci ani, când asemenea acte se săvârșesc între bărbați, prin violență sau amenințări, iar dacă crima a pricinuit moartea părții vătămate, cu temniță grea pe viață."

După Marea Unire din 1918, aplicabilitatea Codului lui Cuza din 1864 se extinde în mai multe regiuni ale noului stat, dar în Ardeal rămâne valabil cel vechi. Juristul Vasile Dongoroz face un rezumat al situației în lucrarea "Articol despre Pederastie" publicat în Curierul Judiciar nr. 6, din 9 februarie 1930, la București:
- "Codul nostru penal actual a urmat sistemul Codului francez, adică actele sexuale contra naturii sunt din punct de vedere penal sancționate în aceleași situațiuni când devin pedepsibile și relațiile sexuale normale. Așadar, numai atunci când se constată ca atare că actele au fost săvârșite cu violență (art. 263 CP) sau în așa chip încât s-a adus un ultragiu public contra pudoarei (art. 262 CP), ele vor cădea sub rigorile legii penale."

Incriminarea discriminativă a relațiilor sexuale anale apare abia odată cu Codul Penal al lui Carol al II-lea din 1937. Relațiilor sexuale între parteneri de același sex le era rezervat articolul 431, care după niște mici modificări, capătă această formă în anul 1938:
- „alin. 1: Actele de inversiune sexuală săvârșite între bărbați sau între femei, dacă provoacă scandal public, constituiesc delictul de inversiune sexuală și se pedepsesc cu închisoare corecțională de la 6 luni la 2 ani.
- alin. 2: Dacă actul s-a săvârșit asupra unei persoane mai mici de 18 ani, pedeapsa este închisoare corecțională de la 1 la 3 ani.
- alin. 3: Aceeași pedeapsă prevăzută la alineatul precedent se aplică și în cazul când actul s-a săvârșit asupra unei persoane mai mici de 14 ani chiar dacă nu s-a produs scandal public.“

În perioada comunistă, în primul Cod Penal, promulgat în 1948, vechiul articol 431 din codul carlist este reluat în aceeași formă, cu deosebirea că pedepsele sunt mai aspre, de la un minimum de 2 ani, la un maxim de 5 ani de închisoare corecțională. În 1957 deja dispare condiționarea "scandalului public" și orice contact sexual consimțit între persoane de același sex este pedepsit cu închisoare corecțională. Odată cu ascensiunea lui Nicolae Ceaușescu, legislația comunistă își schimbă destul de mult atitudinea față de multe aspecte ale vieții sociale. În 1968 Marea Adunare Națională elaborează o versiune complet revizuită a Codului Penal. Acum infracțiunile privitoare la viața sexuală erau incluse în secțiunea infracțiunilor contra persoanei. Articolul 200, alin. 1, prevedea că: "relațiile sexuale între persoane de același sex se pedepsesc cu închisoare de la unu la cinci ani". După 1989, până în 1996, cînd a fost abrogat, articolul 200 a rămas în vigoare. Autoritățile române explicau, ca răspuns la intervențiile internaționale, că nu mai este pus în aplicare. Alin. 2 se referea la relațiile homosexuale cu minori sau savârșite prin forță, stabilind pedepse mai mari decât cele prevăzute pentru relațiile heterosexuale cu minori sau pentru viol heterosexual. În sfârșit, alineatul 4 al articolului 200 pedepsea "îndemnarea sau ademenirea unei persoane în vederea practicarii faptei prevazute în alin. 1" cu închisoare de la unu la 5 ani. În 1996, ca urmare a presiunilor internaționale și a unor dezbateri intense, alin. 1 al articolului 200 a fost amendat astfel încât să incrimineze actele homosexuale "savârșite în public sau dacă au produs scandal public" cu închisoare de la unu la 5 ani. În același timp, la ultimul alineat au fost adăugate prevederi care pedepsesc nu numai "îndemnarea sau ademenirea unei persoane", ci și "propaganda ori asocierea sau orice alte acte de prozelitism săvârșite în același scop" cu închisoare pe același termen. A fost acuzată formularea ambiguă a textului legii, ca și faptul că discriminează indivizii prin faptul că infracțiunea de "scandal public" de tip heterosexual nu există. Ulterior, prin prin Legea nr. 197 din 13 noiembrie 2000, pentru prima dată, elementul material al infracțiunii de viol, reprezentând „raportul sexual cu o persoană de sex feminin”, a fost înlocuit cu „actul sexual, de orice natură, cu o altă persoană”, nemaifăcând distincție între violul de tip hetero sau homosexual, pentru ca în 2002 să se înlocuiască “altă persoană”, cu “o persoana de sex diferit sau de acelasi sex”. În ceea ce privește vârsta consimțământului sexual, discriminarea încă persistă, dat fiindcă relațiile homosexuale erau permise doar cu majori (peste 18 ani), în timp ce contactul sexual heterosexual era permis pentru cei în vârstă de peste 15 ani.  Noul cod penal, în vigoare de la 1 februarie 2014, a pus de acord aceste contradicții, fixând vârsta consimțământului sexual la 15 ani, pentru tinerii de ambele sexe.

#### Statele Unite
În anii 1950, toate statele ale SUA  aveau o formă de legislație care prevedea sodomia ca infracțiune, și în 1986 Curtea Supremă a Statelor Unite a decis că nu există nicio prevedere constituțională pentru a interzice statelor sodomiei. Însă, legislaturile și judecătoriile statale începuseră să abroge sau să anuleze legile sodomice statale, începând cu Illinois în 1961, astfel în 2003, doar 10 state încă mai aveau legislație care specifica interzicerea sodomiei între parteneri de același sex.
Pe 26 iunie 2003, Curtea Supremă a Statelor Unite a decis, în Cauza Lawremce vs. Texsas, să invalideze legea care interzicea sodomia între parteneri de același sex în Texas, deliberând că acest comportament sexual privat este protejat de către drepturile civile implicite prin principiul fundamental al procesului echitabil. Această decizie a invalidat la rândul ei toate celelalte legi care interziceau sodomia în măsura în care s-au aplicat unui comportament privat și nelucrativ între parteneri civili care și-au dat consimțământul. Decizia Curții a mai anulat și altă decizie anterioară dată în anul 1986 (Cauza Bowers vs. Hardwick) care menținea constituționalitatea legii sodomiei în statul Georgia.   